# Hemmersdorf
Ne doit pas être confondu avec Eimersdorf ou Heimersdorf.
Hemmersdorf (en sarrois Hemeschdroff) est un quartier de la commune de Rehlingen-Siersburg, en Sarre. Cette localité est issue d'une fusion en 1937 des anciens villages de Groß-Hemmersdorf et Kerprich-Hemmersdorf.

## Toponymie
Anciens noms:
- Groß-Hemmersdorf : Gros-Hémestroff[1], Gros-Hemmerstroff[2], Gross-Hemmerstroff[3] / Grosshemmerstroff[4], Gross-Hemmersdorf[1], Groshemmersdorf[5].
- Kerprich-Hemmersdorf : Kerprich-Hemestroff[1], Kerprich-Hemmerstroff[2], Kœrprich-Hemmersdorf[1], Körperich-Hemmersdorf[6], Koerperich-Hemmersdorf[5].

## Histoire
Gros-Hemestroff et Kerprich-Hemestroff sont deux anciennes communes indépendantes de la Moselle. Elles sont cédées par la France à la Prusse en 1815.
Hemmersdorf fut une commune indépendante de 1937 jusqu'au 1er janvier 1974.

## Lieux et monuments

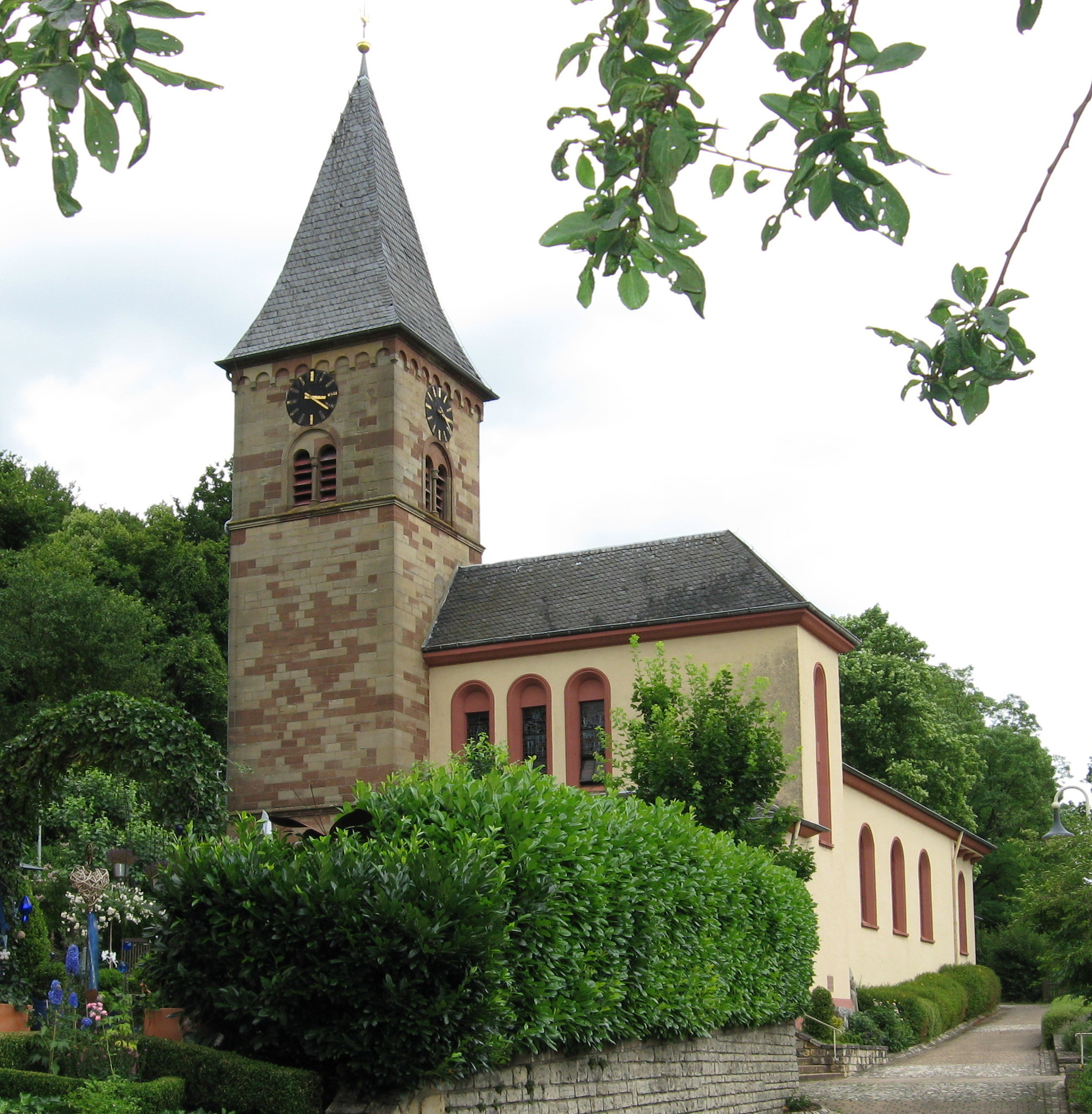
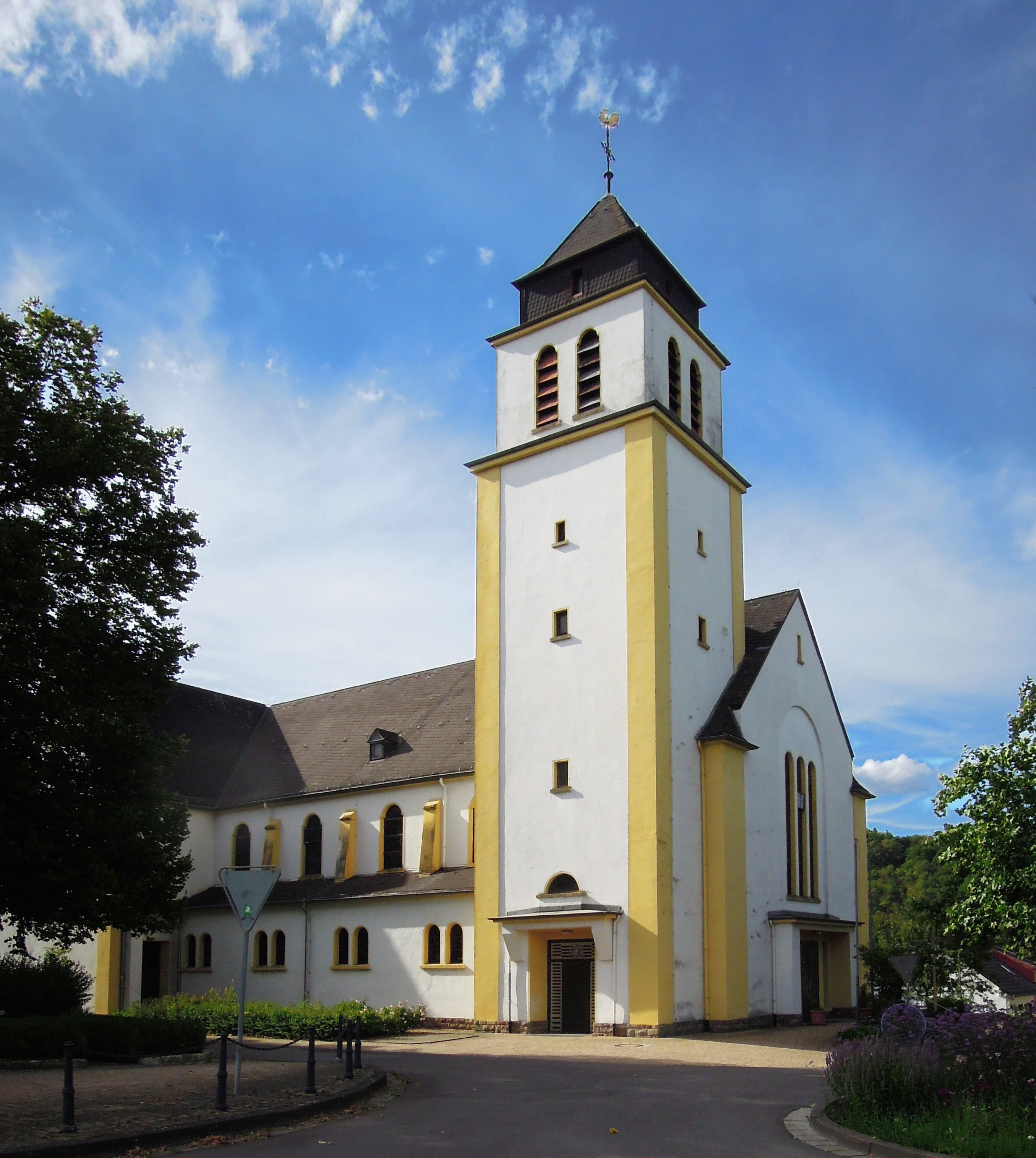
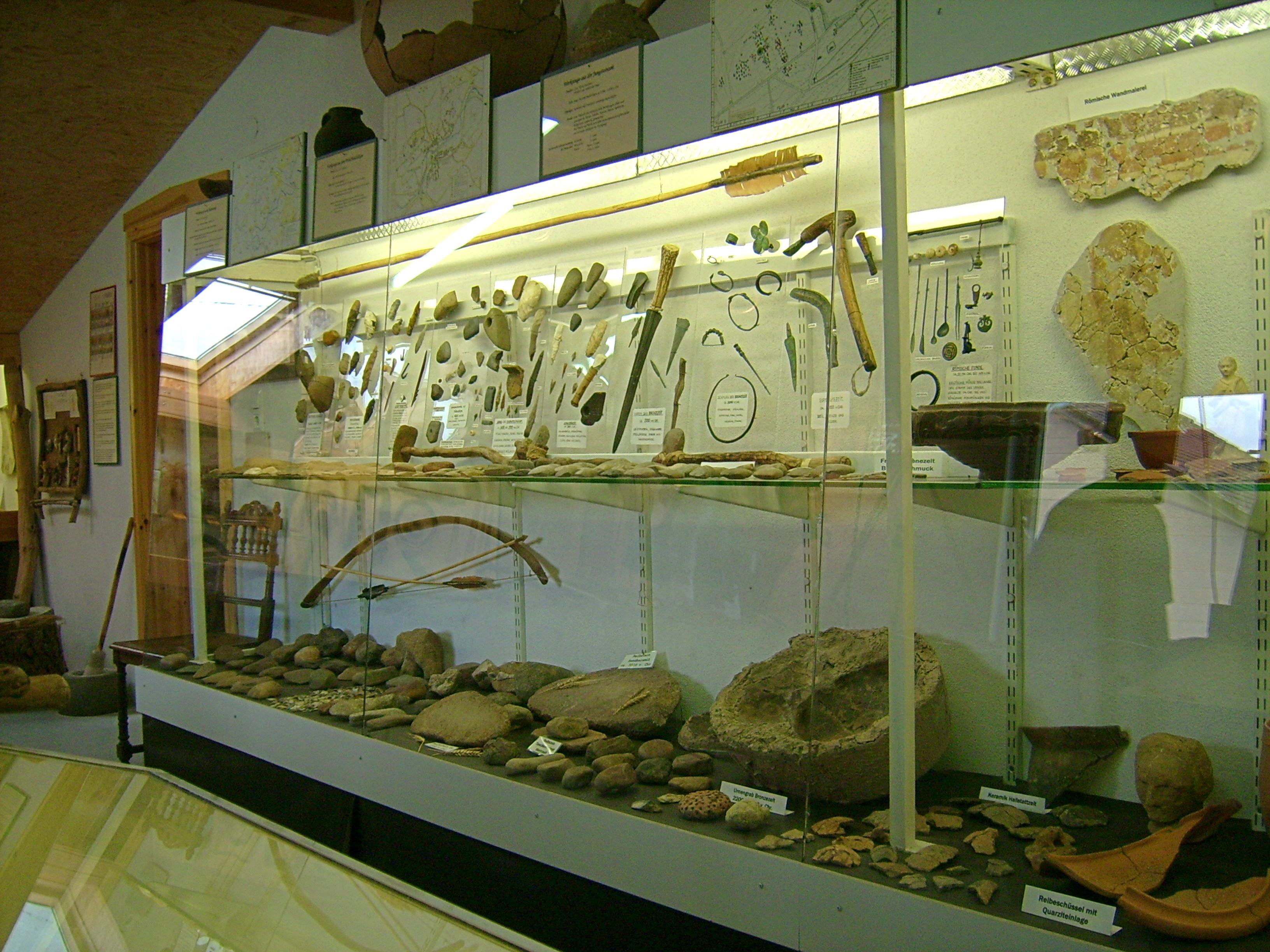
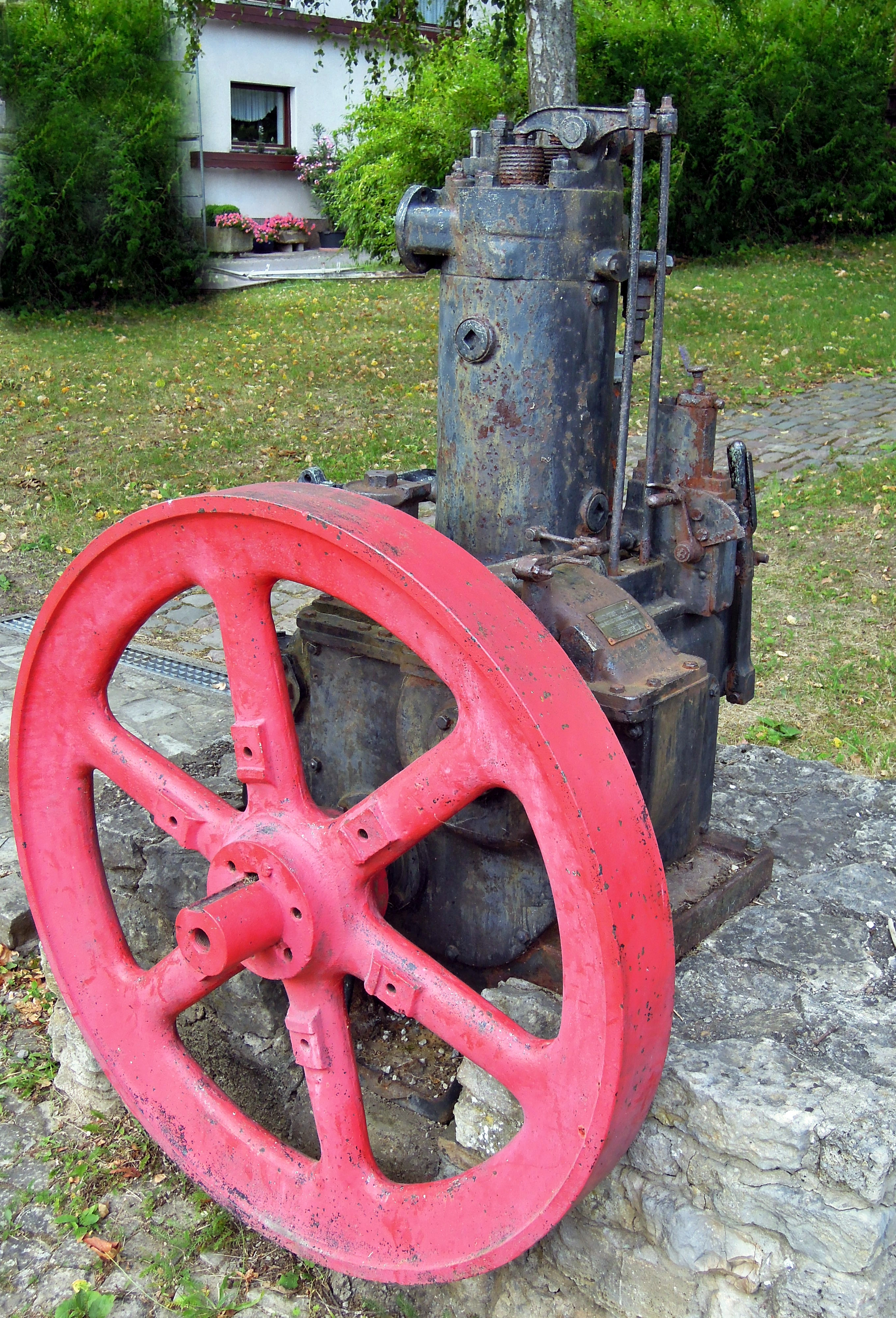
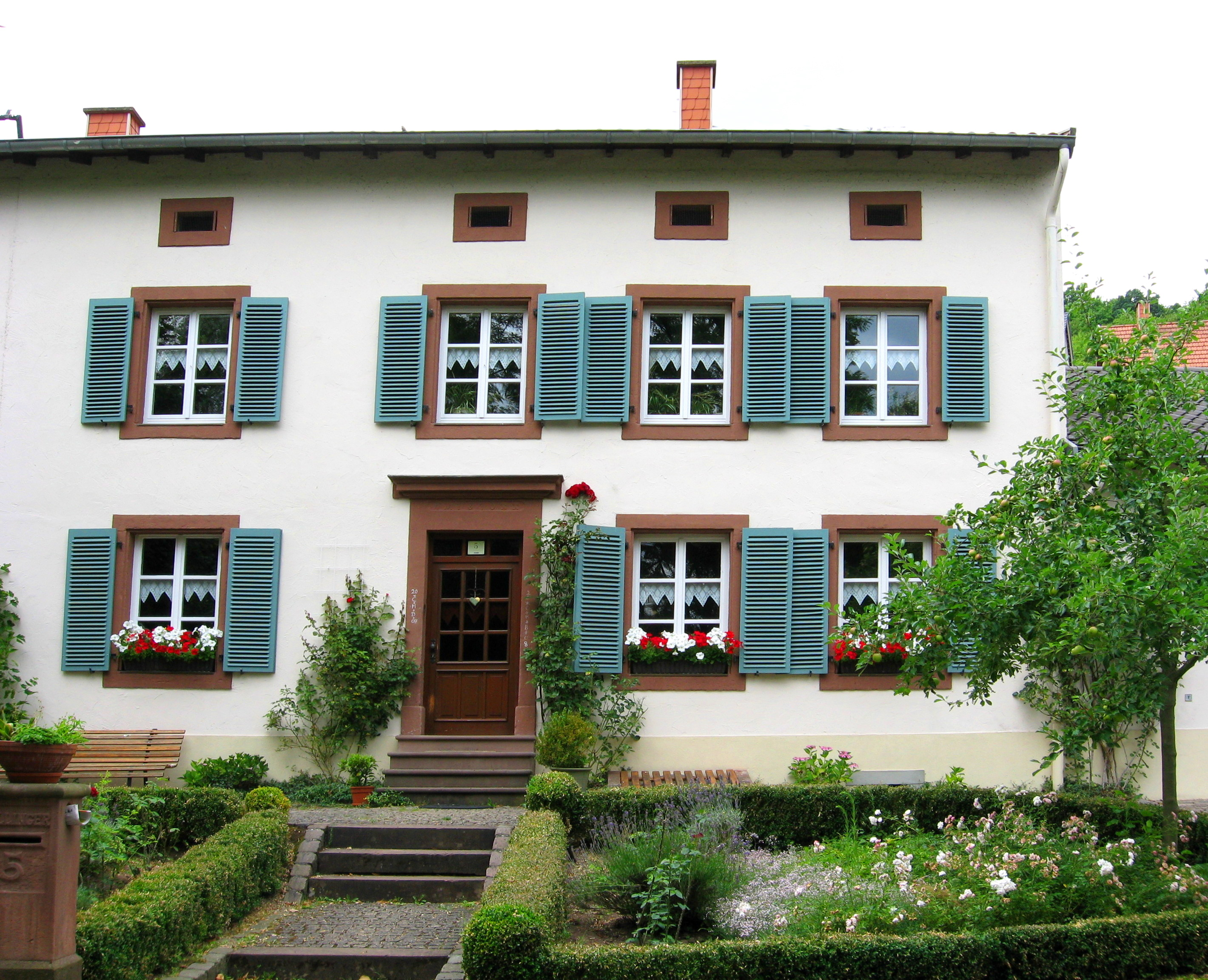
Maison Lorraine.
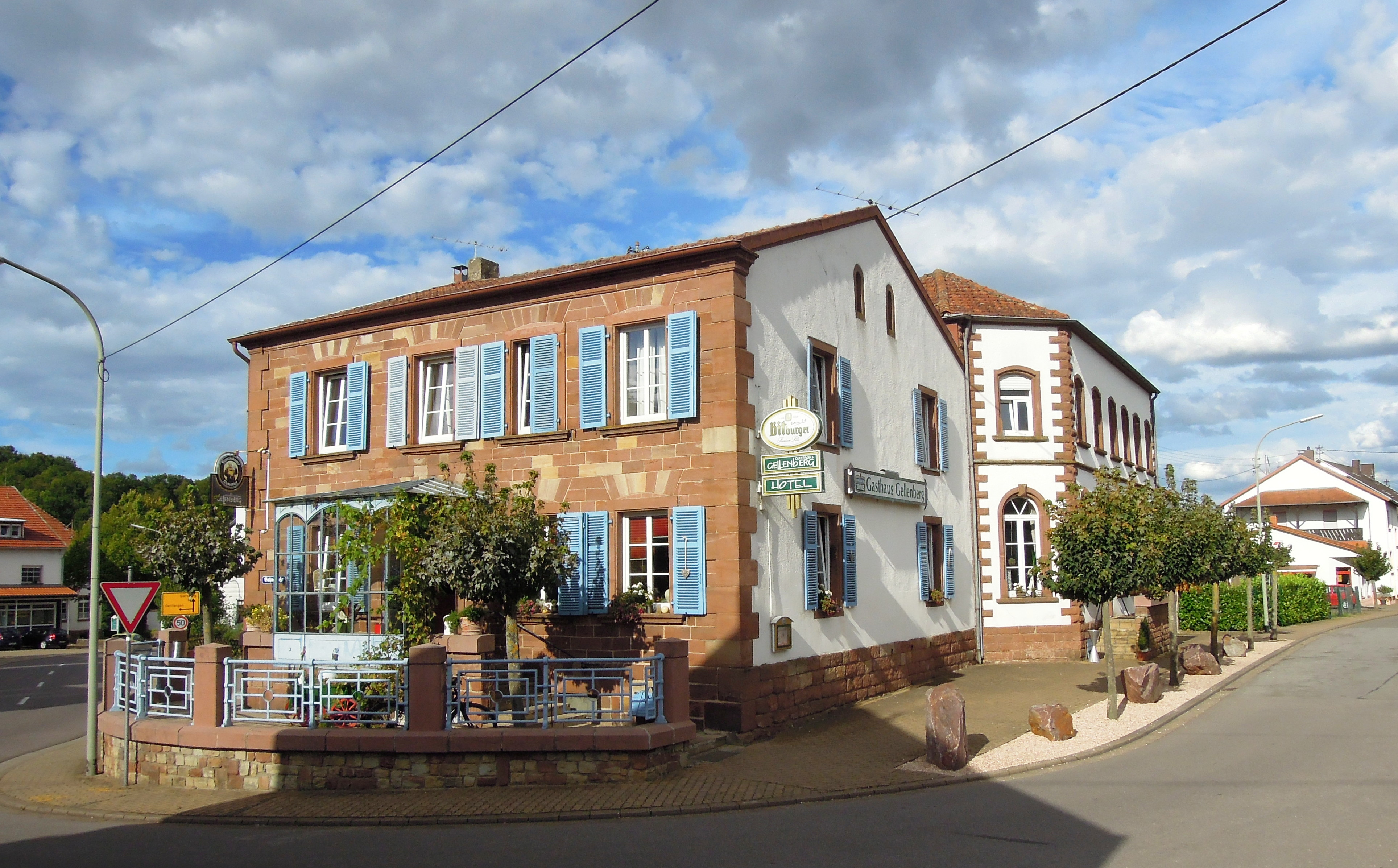